# ماریو رویلز
ماریو رویلز (انگلیسی: Mario Ruyales؛ زادهٔ ۲۵ سپتامبر ۱۹۸۴) بازیکن فوتبال اهل اسپانیا است.
از باشگاه‌هایی که در آن بازی کرده‌است می‌توان به باشگاه فوتبال رئال اویدو و باشگاه فوتبال اتلتیکو مادرید بی اشاره کرد.